# 白楊里駅
白楊里駅（ペギャンニえき）は、大韓民国江原特別自治道春川市南山面江村里にある韓国鉄道公社京春線の駅である。駅番号はP136。副駅名はエリシアン江村(엘리시안강촌)。

## 駅構造
- 島式ホーム2面4線の高架駅。

## 利用状況
近年の一日平均利用人員推移は下記のとおり。なお、2010年は開業日の12月21日から12月31日までの11日間の平均である。
| 路線    | 路線     | 2010年 | 2011年 | 2012年 | 2013年 | 2014年 | 2015年 | 2016年 | 2017年 | 2018年 | 出典  |
| ------- | -------- | ------ | ------ | ------ | ------ | ------ | ------ | ------ | ------ | ------ | ----- |
| ●京春線 | 乗車人員 | 524    | 235    | 248    | 248    | 258    | 243    | 226    | 218    | 198    | [ 1 ] |
| ●京春線 | 降車人員 | 683    | 224    | 247    | 243    | 254    | 231    | 214    | 203    | 184    | [ 1 ] |
| ●京春線 | 乗降人員 | 1,207  | 459    | 495    | 491    | 512    | 474    | 440    | 421    | 382    | [ 1 ] |

## 駅周辺
- エリシアン江村スキー場
- エリシアン江村CC
- 北漢江

## 歴史
- 1939年7月25日 - 開業。
- 2005年7月1日 - 駅種別を配置簡易駅から無配置簡易駅へ変更。
- 2010年12月21日 - 首都圏電鉄京春線開業に伴い移転開業。

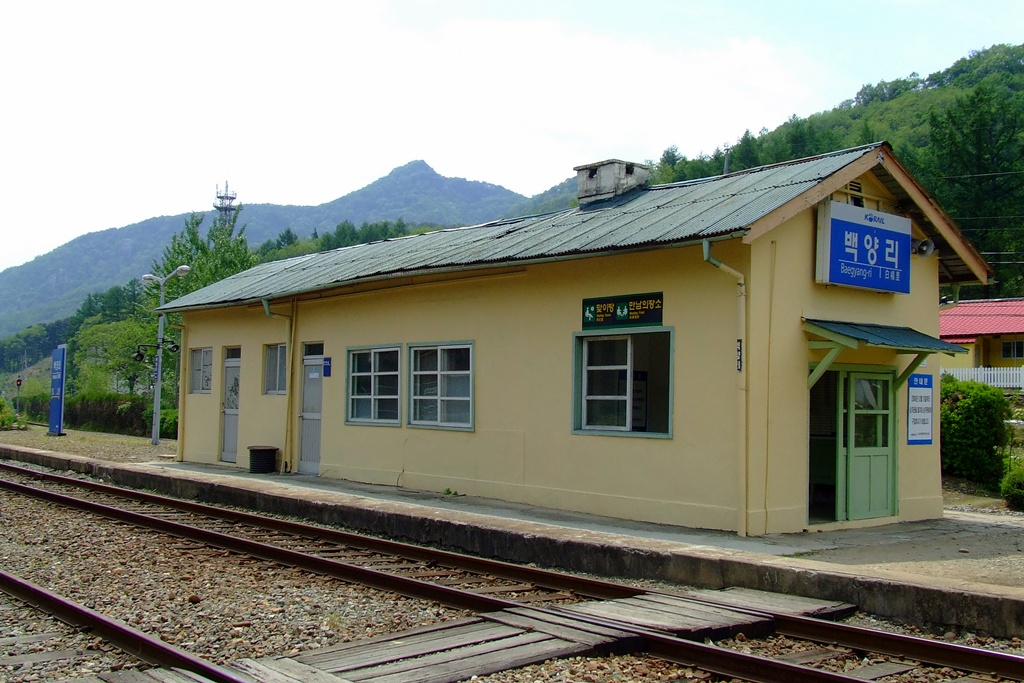
移転前に使われていた旧駅舎(2009年5月)
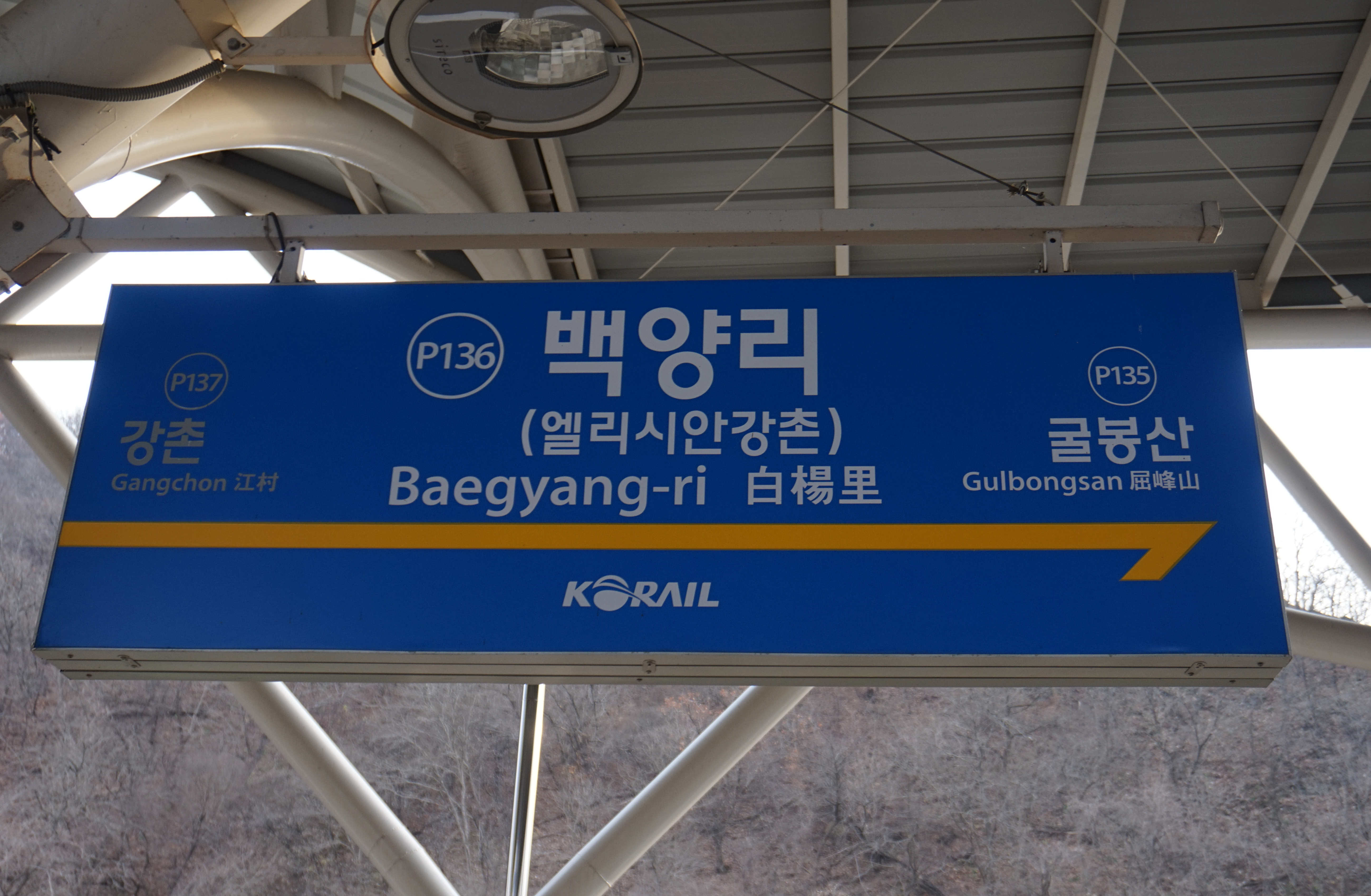
駅名標

## 隣の駅
韓国鉄道公社
●京春線
屈峰山駅 (P135) - 白楊里駅 (P136) - 江村駅 (P137)